# Biała (rejon czortkowski)
Biała (ukr. Біла, Biła) – wieś na Ukrainie, w rejonie czortkowskim obwodu tarnopolskiego, w hromadzie Czortków, nad rzeką Seret. Liczy 3897 mieszkańców.

## Historia
Parafia rzymskokatolicka w Białej wraz z kościołem powstały w 1484 roku i przetrwały do około 1670. Później włączono ją do parafii przy klasztorze Dominikanów w Czortkowie.
W II Rzeczypospolitej miejscowość była siedzibą gminy wiejskiej Biała w powiecie czortkowskim województwa tarnopolskiego.
Wiosną 1939 odbyło się poświęcenie Polskiego Domu Ludowego im. Marszałka Edwarda Śmigłego Rydza w Białej Czortkowskiej.
W marcu 1944 r. nacjonaliści ukraińscy z OUN-UPA zamordowali tutaj 20 Polaków.
Po wojnie włączona w struktury ZSRR.

## Zabytki
- Zamek w Białej